# Liste der Naturschutzgebiete im Landkreis Grafschaft Bentheim
Im Landkreis Grafschaft Bentheim gibt es 18 Naturschutzgebiete (Stand April 2025).
| Name des Gebietes                              | Bild           | Kennung | WDPA   | Landkreis / Stadt                                | Beschreibung / Bemerkungen | Standort | Fläche in Hektar | Jahr der Verordnung |
| ---------------------------------------------- | -------------- | ------- | ------ | ------------------------------------------------ | -------------------------- | -------- | ---------------- | ------------------- |
| Brünas Heide                                   | weitere Bilder | WE 139  | 81474  | Landkreis Grafschaft Bentheim                    |                            | Position | 9,67             | 1983                |
| Dalum-Wietmarscher Moor                        | weitere Bilder | WE 265  | 389582 | Landkreis Emsland, Landkreis Grafschaft Bentheim |                            | Position | 1611,19          | 2008                |
| Der Höst                                       |                | WE 038  | 81516  | Landkreis Grafschaft Bentheim                    |                            | Position | 5,64             | 1941                |
| Engdener Wüste / Heseper Moor (Nordhorn Range) | weitere Bilder | WE 188  | 162950 | Landkreis Emsland, Landkreis Grafschaft Bentheim |                            | Position | 1015,52          | 2002                |
| Georgsdorfer Moor                              |                | WE 290  |        | Landkreis Grafschaft Bentheim, Landkreis Emsland |                            | Position | 1100             | 2025                |
| Gildehauser Venn                               | weitere Bilder | WE 031  | 81729  | Landkreis Grafschaft Bentheim                    |                            | Position | 646,14           | 1985                |
| Heidfeld                                       |                | WE 241  | 318523 | Landkreis Emsland, Landkreis Grafschaft Bentheim |                            | Position | 202,93           | 2003                |
| Hochmoor Ringe                                 |                | WE 135  | 81900  | Landkreis Grafschaft Bentheim                    |                            | Position | 143,00           | 1998                |
| Hügelgräberheide Halle-Hesingen                | weitere Bilder | WE 155  | 163814 | Landkreis Grafschaft Bentheim                    |                            | Position | 19,38            | 1984                |
| Itterbecker Heide                              | weitere Bilder | WE 034  | 82008  | Landkreis Grafschaft Bentheim                    |                            | Position | 111,71           | 2007                |
| Kleingewässer Achterberg                       |                | WE 284  |        | Landkreis Grafschaft Bentheim                    |                            | Position | 5,80             | 2016                |
| Laarsche Bruch                                 |                | WE 170  | 164310 | Landkreis Grafschaft Bentheim                    |                            | Position | 6,80             | 1986                |
| Moorverlandungsgebiet Tinholt                  |                | WE 040  | 82179  | Landkreis Grafschaft Bentheim                    |                            | Position | 5,35             | 1972                |
| Reiherkolonie Lage                             | weitere Bilder | WE 052  | 82387  | Landkreis Grafschaft Bentheim                    |                            | Position | 13,29            | 1977                |
| Syen-Venn                                      |                | WE 008  | 82681  | Landkreis Grafschaft Bentheim                    |                            | Position | 195,90           | 1936                |
| Tillenberge                                    | weitere Bilder | WE 009  | 318229 | Landkreis Grafschaft Bentheim                    |                            | Position | 96,02            | 2001                |
| Vechte-Altarm Kalle                            | weitere Bilder | WE 053  | 82774  | Landkreis Grafschaft Bentheim                    |                            | Position | 4,99             | 1977                |
| Weiher am Syen-Venn                            |                | WE 283  |        | Landkreis Grafschaft Bentheim                    |                            | Position | 28,00            | 2016                |